# Г'ю Ллойд
Г'ю Пьюдж Ллойд (англ. Hugh Pughe Lloyd; 12 грудня 1894, Лей, Вустершир — 14 липня 1981) — британський воєначальник, головний маршал Королівських Повітряних сил Великої Британії, учасник Першої та Другої світових воєн.

## Біографія
Військова кар'єра
- лютий 1915 — сапер
- ? — кадет
- 26 квітня 1917 — лейтенант (Армія)
- 1 квітня 1918 — пайлот-офіцер)
- 1 серпня 1919 — флаїнг-офіцер
- 30 червня 1922 — флайт-лейтенант
- 8 січня 1930 — сквадрон-лідер
- 1 липня 1936 — вінг-командер
- 1 січня 1940 — груп-кептен
- 1 червня 1941 — комодор повітряних сил
- 1 січня 1946 — віце-маршал повітряних сил
- 1 січня 1948 — маршал повітряних сил
- 15 травня 1951 — головний маршал повітряних сил

Г'ю Пьюдж Ллойд народився 12 грудня 1894 року у селищі Лей у графстві Вустершир у західній частині Англії. За часів Першої світової війни поступив на військову службу сапером до підрозділу Королівських інженерів. Брав активну участь у боях на Західному фронтові, був тричі поранений. Поступив кадетом на навчання до Королівського льотного корпусу в 1917 році, після завершення якого став пілотом 52-ї ескадрильї, літав на R.E.8.
Після війни залишився в лавах військової авіації. Продовжував службу в частинах Повітряних сил Великої Британії.
У січні 1939 року Ллойд став командиром 9-ї ескадрильї середніх бомбардувальників «Веллінгтон». До початку світової війни став командиром авіаційної групи та керував авіабазою Маргам.
Проходив військову службу на різних посадах у 3-й та 2-й авіагрупах. 1 червня 1941 року призначений командиром усієї авіації на острові Мальта, що виявилась в облозі країн Осі. Головним завданням Г. Ллойда була організація оборони острову від повітряних атак німецьких і італійських літаків, а також завдавання ударів британською авіацією по транспортних конвоях противника, що прямували Середземним морем, поставляючи живу силу, боєприпаси та майно Африканському корпусу генерала Е. Роммеля. На долю Г. Ллойда покладалось складне завдання протистояння нападам сил противника, що значно переважали його авіації. З часом союзникам вдалось налагодити постачання літаків винищувальної авіації, насамперед «Спітфайри» та «Харрікейни», на Мальту авіаносцями, які змогли відбивати ворожі нальоти все ефективніше та результативніше.
Після подолання критичного періоду, коли союзній авіації з труднощами вдавалось протистояти Люфтваффе й італійським Королівським повітряним силам, в 1942 році Ллойду запропонували нову посаду командувача повітряними силами в Північно-західній африканській береговій зоні, а з 1943 року — Береговими повітряними силами союзників у Середземномор'ї. Основним завданням стало виявлення та знищення будь-яких транспортних перевезень противника на суходолі та на морі.
У лютому 1945 року британського маршала авіації призначили командувати «Тайгер-форс», з'єднанням важких бомбардувальників Королівських Повітряних сил «Ланкастер», «Лінкольн» та «Ліберейтор», що мали брати участь у стратегічному бомбардуванні Японських островів з Окінави в контексті підготовки до операції «Даунфол». Однак, після ядерного бомбардування Хіросіми й Нагасакі та радянського вторгнення до Маньчжурії формування було розформовано. Незабаром війна на Тихому океані завершилась.
У післявоєнний час Г'ю Ллойд служив старшим викладачем-інструктором в Імперському оборонному коледжі, згодом командував авіацією Великої Британії на Далекому Сході, а з лютого 1950 року — Бомбардувальним командуванням; з цієї посади він пішов у відставку в червні 1953 року.
Ллойд у 1962-1964 роках обіймав посаду президента London Welsh Trust, що керує London Welsh Centre.